# Дилогия
Дило́гия — соединение двух прозаических или драматических произведений, связанных между собой общностью сюжета, действующих лиц и т. п., по типу трилогии, тетралогии и т. д.
В художественной прозе дилогия встречается реже, чем трилогия или тетралогия. В драматургии встречается редко; как пример дилогии можно привести пьесу Ибсена «Кесарь и Галилеянин», состоящую из двух композиционно отдельных, но связанных замыслом, сюжетом, героями — драм: «Отступничество цезаря» и «Кесарь Юлиан». К дилогиям может быть также отнесён «Валленштейн» Шиллера, состоящий в сущности из двух пьес: «Пикколомини» и «Смерть Валленштейна», которым в виде пролога предшествует «Лагерь Валленштейна», и т. д.